# Beco (Portugal)
Beco ist eine portugiesische Gemeinde (Freguesia) im Concelho Ferreira do Zêzere. In ihr leben 753 Einwohner (Stand 19. April 2021). 

## Bauwerke
- Igreja Paroquial de Santo Aleixo